# Kochen mit Martina und Moritz

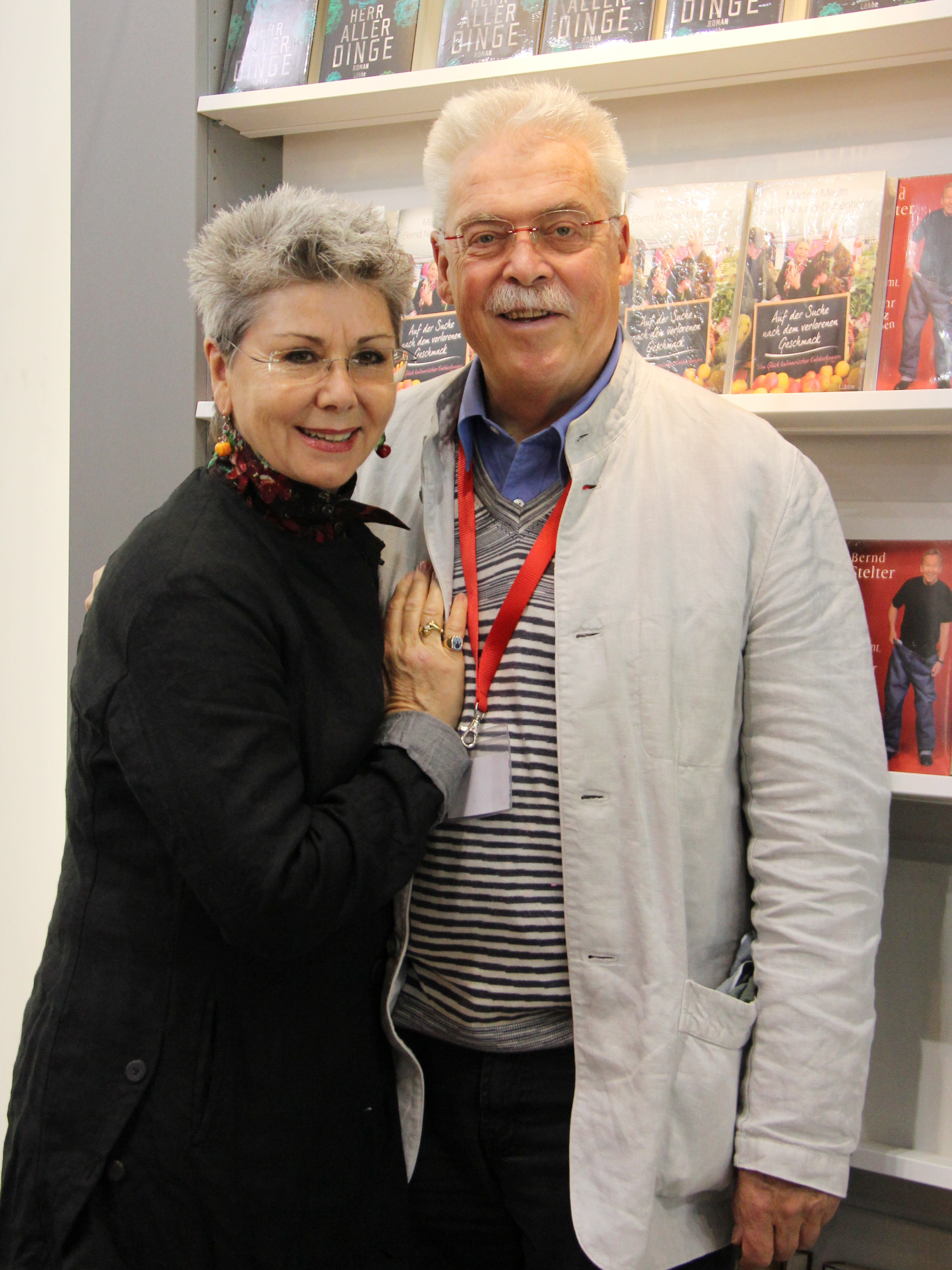
Martina Meuth und Bernd Neuner-Duttenhofer 2011

Kochen mit Martina und Moritz war von 1988 bis 2021 eine Kochsendung des WDR Fernsehens. Sie wurde von Martina Meuth und Bernd Neuner-Duttenhofer moderiert.

## Geschichte
Die Sendung startete 1988 in der Reihe ARD-Ratgeber: Essen und Trinken (später Servicezeit Essen und Trinken). Damit waren die seit 1983 verheirateten Autoren und Journalisten Bernd Neuner-Duttenhofer und Martina Meuth lange Zeit laut Sender „die dienstältesten Köche im deutschen Fernsehen“. Beide sind keine gelernten Köche, sondern haben sich als Journalisten auf kulinarische Themen und aufs Kochen spezialisiert. Sie demonstrierten in der Sendung ihre Rezepte, die auf der WDR-Webseite nachgelesen werden konnten.
Neben der Sendung haben Meuth und Neuner-Duttenhofer über 60 Kochbücher geschrieben und boten auf ihrem Apfelgut in Sulz am Neckar auch Kochkurse an. Auf dem Gut wurde auch die Sendung produziert.
Die letzte reguläre Sendung wurde am 18. Dezember 2021 ausgestrahlt. Es folgte noch eine weihnachtliche Küchenparty mit prominenten Gästen, die am 20. Dezember 2021 gesendet wurde.
Mit dem Jahresende 2021 wurde nach 34 Jahren und 414 Folgen die Produktion neuer Sendungen aus Kostengründen eingestellt. Die vergangenen Sendungen werden beim WDR sowie anderen Dritten Fernsehprogrammen (NDR, MDR, SWR) wiederholt. Einige Sendungen sind in der ARD Mediathek abrufbar.